# Lionel Robert
Lionel Robert (ur. 20 kwietnia 1962 roku w Le Mans) – francuski kierowca wyścigowy.

## Kariera
Robert rozpoczął karierę w międzynarodowych wyścigach samochodowych w 1984 roku od startów we Francuskiej Formule Renault Turbo, gdzie dwukrotnie stawał na podium. W późniejszych latach Francuz pojawiał się także w stawce Francuskiej Formuły 3, World Sports-Prototype Championship, Grand Prix Monako Formuły 3, Trophee Porsche Turbo Cup, 24-godzinnego wyścigu Le Mans, Sportscar World Championship, IMSA Camel GTP Championship, International Sports Racing Series, V de V Challenge Endurance Moderne, V de V Endurance VHC, Formuły Le Mans oraz V de V Michelin Endurance Series.